# Жилетово (Боровский район)
Жилетово — деревня в Боровском районе Калужской области. Входит в состав сельского поселения «Деревня Асеньевское».

## География
Деревня находится на расстоянии 16 км к юго-западу от города Боровск, административного центра района.

### Часовой пояс
Деревня Жилетово, как и вся Калужская область, находится в часовой зоне МСК (московское время). Смещение применяемого времени относительно UTC составляет +3:00.

## История
В 1782 году — сельцо Желтево, принадлежавшее княгине Марье Михайловне Вадбольской, Федосье Михайловской Крюковой.

## Население
| 2002 | 2010 |
| ---- | ---- |
| 38   | ↘21  |